# Scirus
Scirus — це комплексна науково-орієнтована пошукова машина, запущена у 2001 році. Як CiteSeerX та Google Scholar, вона орієнтована на наукову інформацію. На відміну від CiteSeerX, Scirus не обмежується комп'ютерними науками та інформаційними технологіями, та не всі результати включають в себе повнотекстові версії. Він також направляє свої наукові результати пошуку у Scopus — бібліографічну та реферативну базу даних та інструмент для відстеження цитованості статей, опублікованих у наукових виданнях у всьому світі.
Власником Scirus є Elsevier.
У лютому 2014 року на домашній сторінці Scirus було вказано, що сервіс більше не працює.